# وودهاوس اوس
وودهاوس اوس (به انگلیسی: Woodhouse Eaves) یک روستا در بریتانیا است که در میدلندز شرقی واقع شده‌است. وودهاوس اوس ۱٬۵۰۷ نفر جمعیت دارد.